# Seznam soch v Benešově
Přehled umění ve veřejném prostoru města Benešov obsahuje podobně jako další soupisy nejen sochy, ale také nástěnné mozaiky, případně další dvojrozměrné artefakty. Identifikace majitelů je důležitá proto, že umění ve veřejném prostoru potřebuje vyšší péči, než v chráněných prostorách muzeí. Jde nejen o pravidelné monitorování stavu, ale zejména konzervační zásahy. Může pomáhat i veřejnost, která majitele na problémy upozorní.

### Svévolné odstranění sochy
Pokud vlastník sochy nebo jiného uměleckého díla ve veřejném prostoru pořízeného z veřejných rozpočtů dojde k doloženému kompetentnímu závěru, že dílo je třeba odstranit, je jeho povinností informovat vlastníky autorských práv a svěřit jej do péče muzea, které působí v daném regionu. A to samozřejmě i v případě, že je méně nebo více poškozeno. Pokud by chtěl dílo zlikvidovat, je morálně povinný sestavit odbornou komisi, která krok zodpovědně posoudí a založit dokumentaci o postupu. To se samozřejmě týká i stavebních rekonstrukcí a demolic. Pokud dojde k poškození nebo odcizení díla neznámým pachatelem, je nezbytné dokumentovat ohlášení policii. Ve všech ostatních případech včetně následné ztráty dokumentace jde o svévolnou likvidaci autorského díla.

## Seznam
Fontána Obilné zrno
- Název (popis): Obilné zrno (fontána)
- Autor: Lubomír Růžička (nar. 1938)
- Spoluautor: Václav Tůma (1938–2005)
- Datování: 1986, Benešov
- Umístění: Masarykovo náměstí, Benešov
- Majitel: Město Benešov
- Původní majitel: Středočeský kraj

Skleněná plastika s osvětlením
- Název (popis): dekorativní pyramida skleněných koulí
- Autor: Vladimír Procházka (nar. 1947) , architekt Josef Matyáš (nar. 1944)
- Spoluautor: P. Pataki (spoluautor)
- Datování: 1982, Benešov
- Umístění: Nároží ulic Pražská a Nová Pražská (U koberců), Benešov
- Majitel: Město Benešov

Mozaika se smutečním motivem
- Název (popis): Smuteční motiv
- Autor: Vladimír Antušek (1900–1968)
- Datování: 1967, Benešov
- Umístění: ul. Na Karlově, Benešov. Mozaika je instalována v průčelí smuteční obřadní síně.

Reliéf U Zeleného stromu
- Název (popis): reliéf U Zeleného stromu
- Autor: Petr Roztočil (1944)
- Datování: 1986, Benešov
- Umístění: Fasáda restaurace U Zeleného stromu, Malé náměstí 3, Benešov
- Původní majitel: Středočeský kraj
- Majitel: Město Benešov

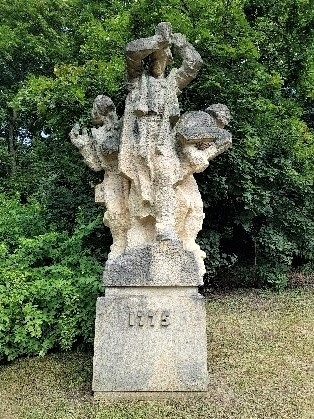
Památník selské vzpoury v Konopišti roku 1775
- Název (popis): Selská vzpoura 1775 na Konopišti
- Autor: Michal Vitanovský (1946)
- Spoluautor: Alois Holík (1940–1996) a architekt Jiří Veselý (1946)
- Datování: 1987, Benešov
- Umístění: Rozcestí v parku pod zámkem Konopiště

Dračí kašna na zámecké terase
- Název (popis): Dračí kašna
- Autor: K. Hořínek
- Spoluautor: Alois Holík (1940-1996) a architekt Jiří Veselý (1946)
- Datování: 2001
- Umístění: Terasa zámku Konopiště
- Majitel: Česká republika

Reliéfní stěna zahrady mateřské školy

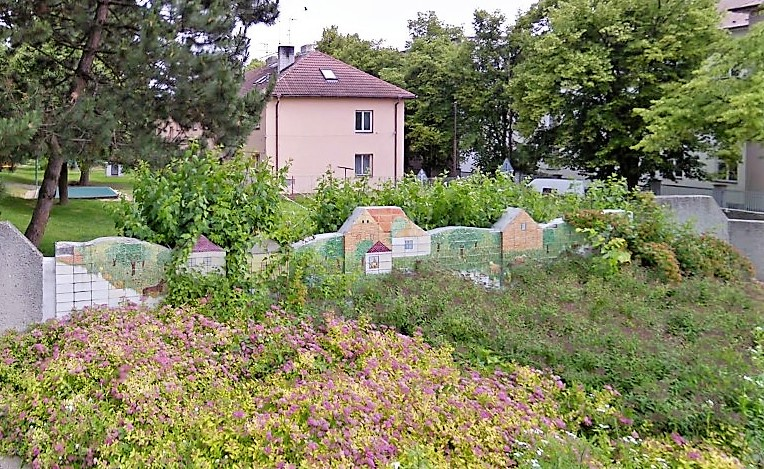
Dílo Šárky Radové, reliéfní stěna zahrady mateřské školy

- Název (popis): Reliéfní stěna zahrady mateřské školy
- Autor: Šárka Radová (1949)
- Datování: 1982, Benešov
- Umístění: Dukelská ulice, Benešov
- Původní majitel: Středočeský kraj
- Majitel: Město Benešov

Socha sedící dívky
- Název (popis): Sedící dítě
- Autor: Václav Bejček (1922–1983)
- Datování: 1978, Benešov
- Umístění: Průchod z Malého náměstí do ulice Na Bezděkově
- Původní umístění: Před obchodním domem Hvězda, ulice Vnoučkova
- Původní majitel Domácí potřeby Praha
- Majitel Město Benešov

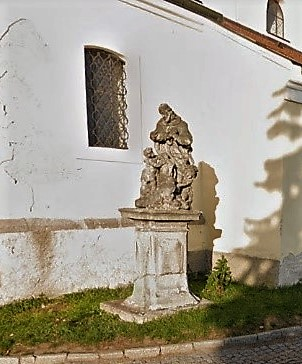
Socha svatého Jana Nepomuckého
- Název (popis): Svatý Jan Nepomucký
- Datování: baroko
- Umístění: U kostela sv. Mikuláše, Na Karlově
- Majitel: Římskokatolická církev

Socha svatého Floriana
- Název (popis): Svatý Florian
- Datování: 1. polovina 19. století
- Umístění: Před kostelem sv. Anny od roku 2008, Masarykovo náměstí
- Původní umístění: Před kostelem sv. Mikuláše, Na Karlově

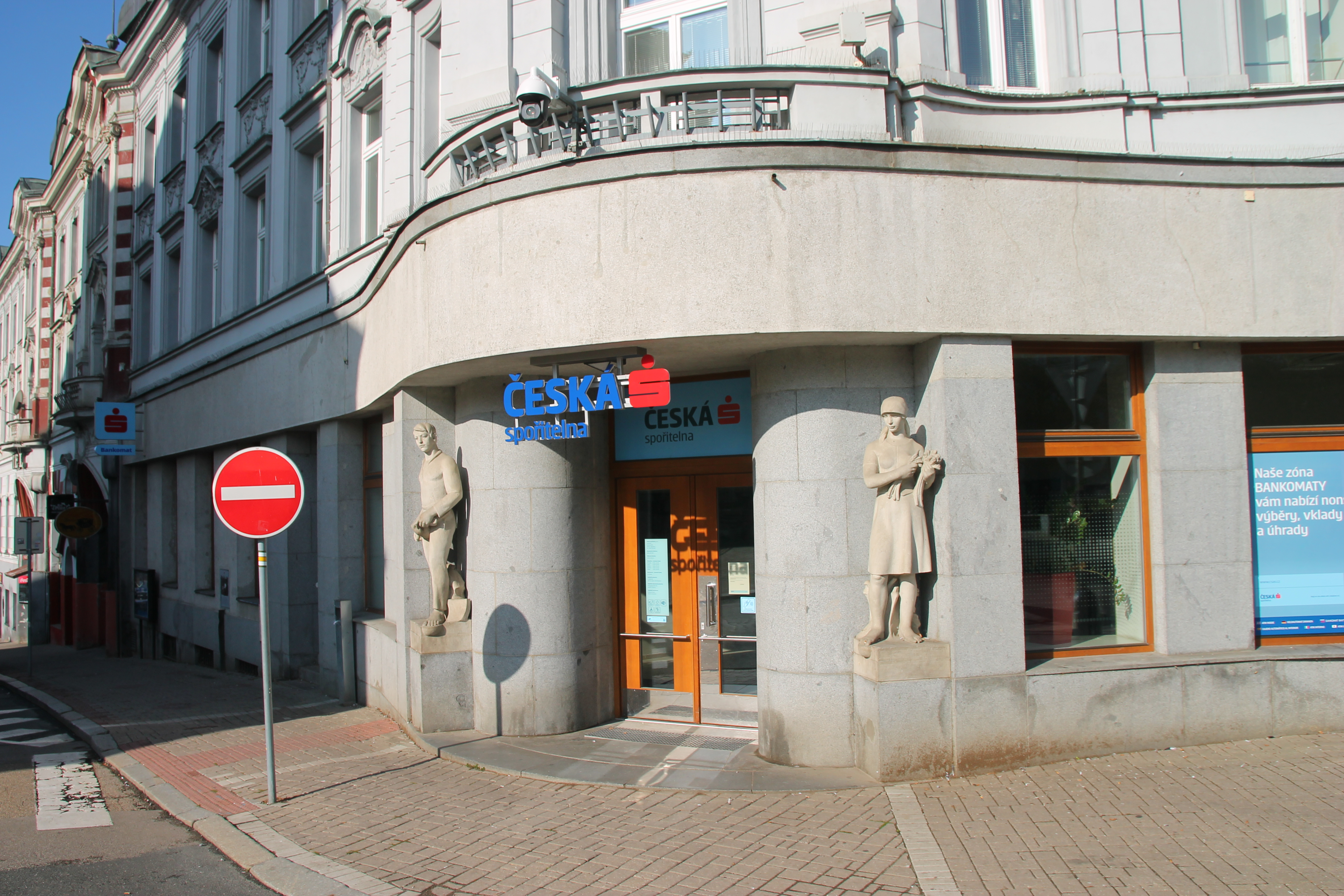
Jaroslav Plichta: Dvojice figurálních plastik u vstupu České spořitelny

- Majitel: Římskokatolická církev

Figurální plastiky u vstupu České spořitelny
- Název (popis): Dvojice figurálních plastik
- Autor: Jaroslav Plichta (1886–1970)[4]
- Datování: 20. léta 20. století
- Umístění: Vstup do budovy České spořitelny, Masarykovo náměstí
- Majitel: Česká spořitelna

Reliéf Úvěr na fasádě bývalé Městské spořitelny
- Název (popis): Reliéf Úvěr
- Autor: Bedřich Stefan (1896–1982)[5]
- Spoluautor: arch. Otakar Novotný
- Datování: 1932

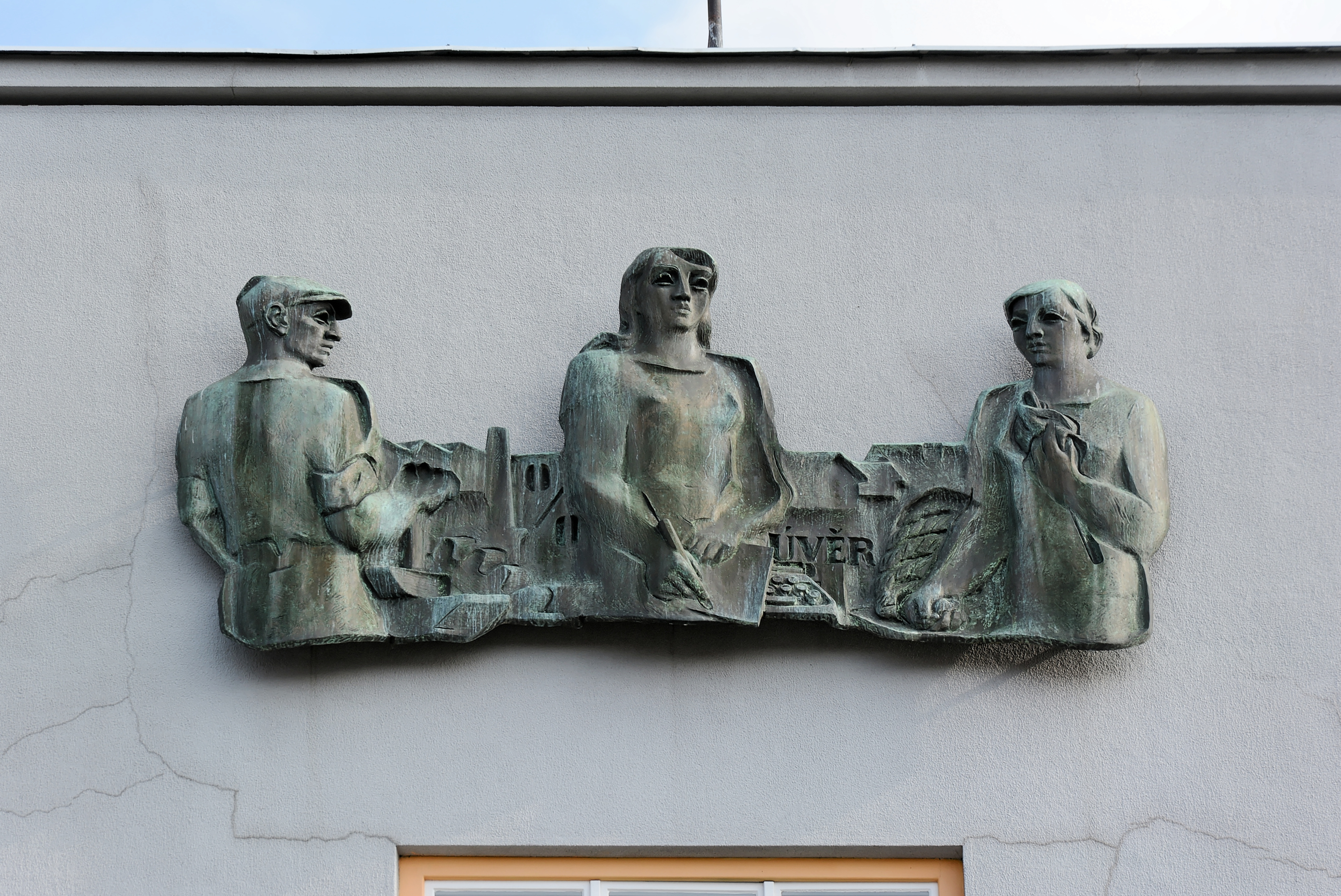
Bedřich Stefan: Reliéf Úvěr na fasádě bývalé Městské spořitelny

- Umístění: Fasáda Městské spořitelny (dnes Městský úřad), Masarykovo náměstí
- Majitel: Město Benešov
- Původní majitel: Městská spořitelna

Barevný smalt u vstupu do Střední odborné školy

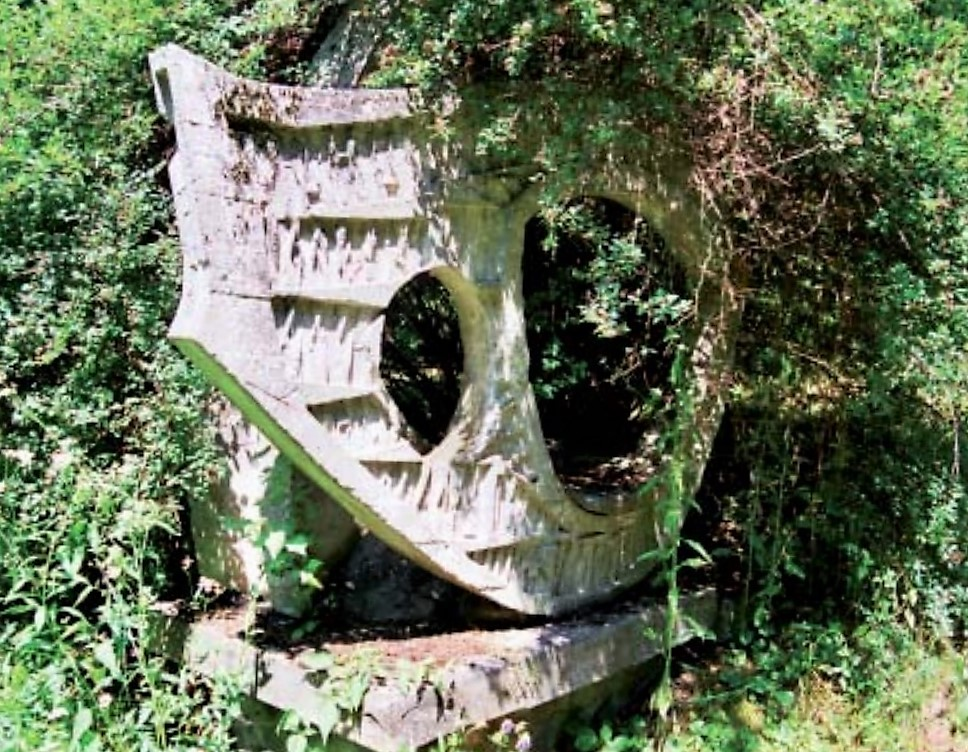
Socha slavného architekta Jaroslava Vaculíka na původním místě.

- Název (popis): Bez názvu (barevný smalt)
- Autor: Josef Mžyk (nar. 1944 Vídeň)
- Spoluautor: arch. Josef Pleskot
- Datování: 80. léta 20. století
- Umístění: Vstup Střední průmyslové školy, Černoleská ul. ?/1997
- Majitel: Střední průmyslová škola

Pomník padlým v 1. světové válce

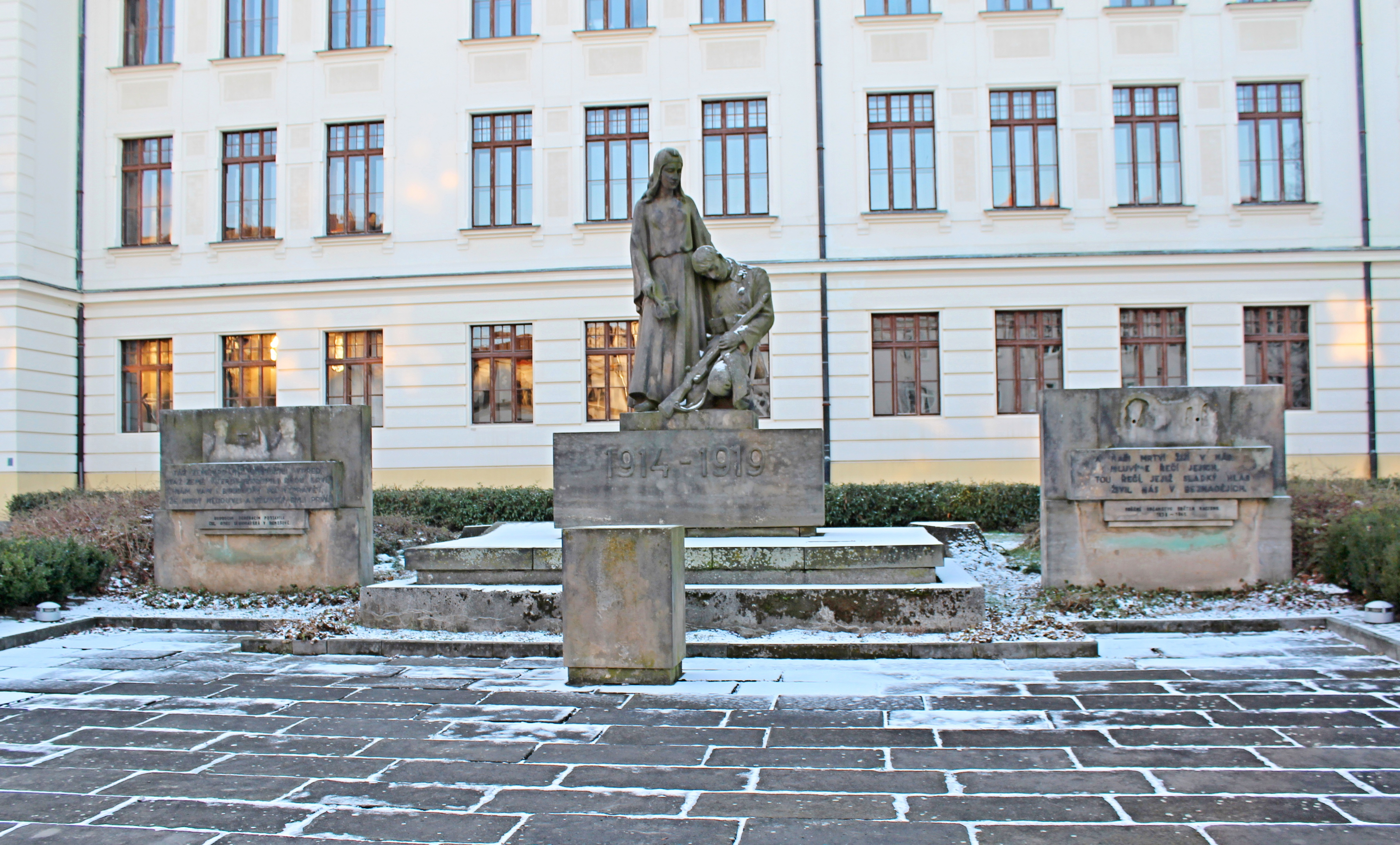
Pomník padlým v 1. světové válce, před budovou Gymnázia, Husova ulice

- Název (popis): Pomník padlým v 1. světové válce
- Autor: Břetislav Benda (1897–1979)[6]
- Spoluautor: arch. Karel Scharf
- Datování: 1936
- Umístění: Před budovou Gymnázia, Husova ulice
- Majitel: Město Benešov

Socha Mistra Jana Husa
- Název (popis): Mistr Jan Hus
- Autor: Miloš Suchánek (1908–1940)[7]
- Datování: 1933
- Umístění: Husovo náměstí, Benešov
- Původní umístění: Velké (Masarykovo) náměstí, Benešov
- Majitel: Město Benešov

Sochy okresní nemocenské pokladny
- Název (popis): Sochy Práce a Lékařství
- Autor: Josef Palouš (1888–1952)[8]
- Spoluautor: arch. Alois Mezera
- Datování: 1922
- Umístění: Nad vstupem bývalé Okresní nemocenské pokladny, Husovo náměstí 9/555, Benešov
- Původní majitel: Okresní nemocenská pokladna

Zachráněná plastika posledního českého žáka Le Corbusiera
- Název (popis): Bez názvu (betonová plastika)
- Autor: arch. Jaroslav Vaculík (1921–1995)[9]
- Datování: 1966
- Umístění: Sklad města Benešov (za účelem restaurování). Určeno pro veřejný prostor Benešova
- Původní umístění: Rekreační areál Svazu mládeže, Nespeky
- Majitel: Město Benešov získalo darem při záchraně z demolice v Městečku u Nespek.
- Původní majitel: Československý svaz mládeže

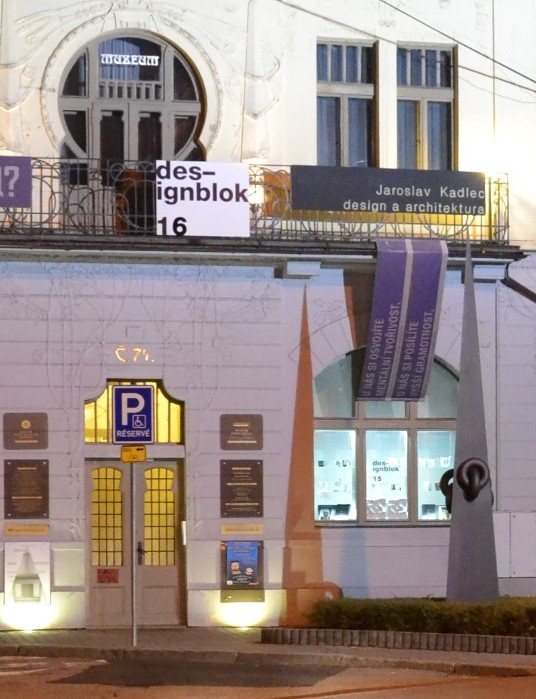
Jehlan pro upoutání tří vzducholodí

Jehlan symbolizující vizi nového muzea umění
- Název (popis): Jehlan na upoutání tří vzducholodí
- Socha instalována kurátorkou Národní galerie Dr. Juříkovou jako symbol tří idejí programu nově založeného muzea umění.
- Autor: Antonín Kašpar (1954)[10]
- Datování: 1995
- Umístění: Před Muzeem umění a designu, Malé náměstí 1/74
- Nové umístění: Městem Benešov připraven r. 2018 instalační základ na kruhovém objezdu v Nádražní ulici.
- Majitel: Město Benešov, dar autora 1995

Nové Twin Towers

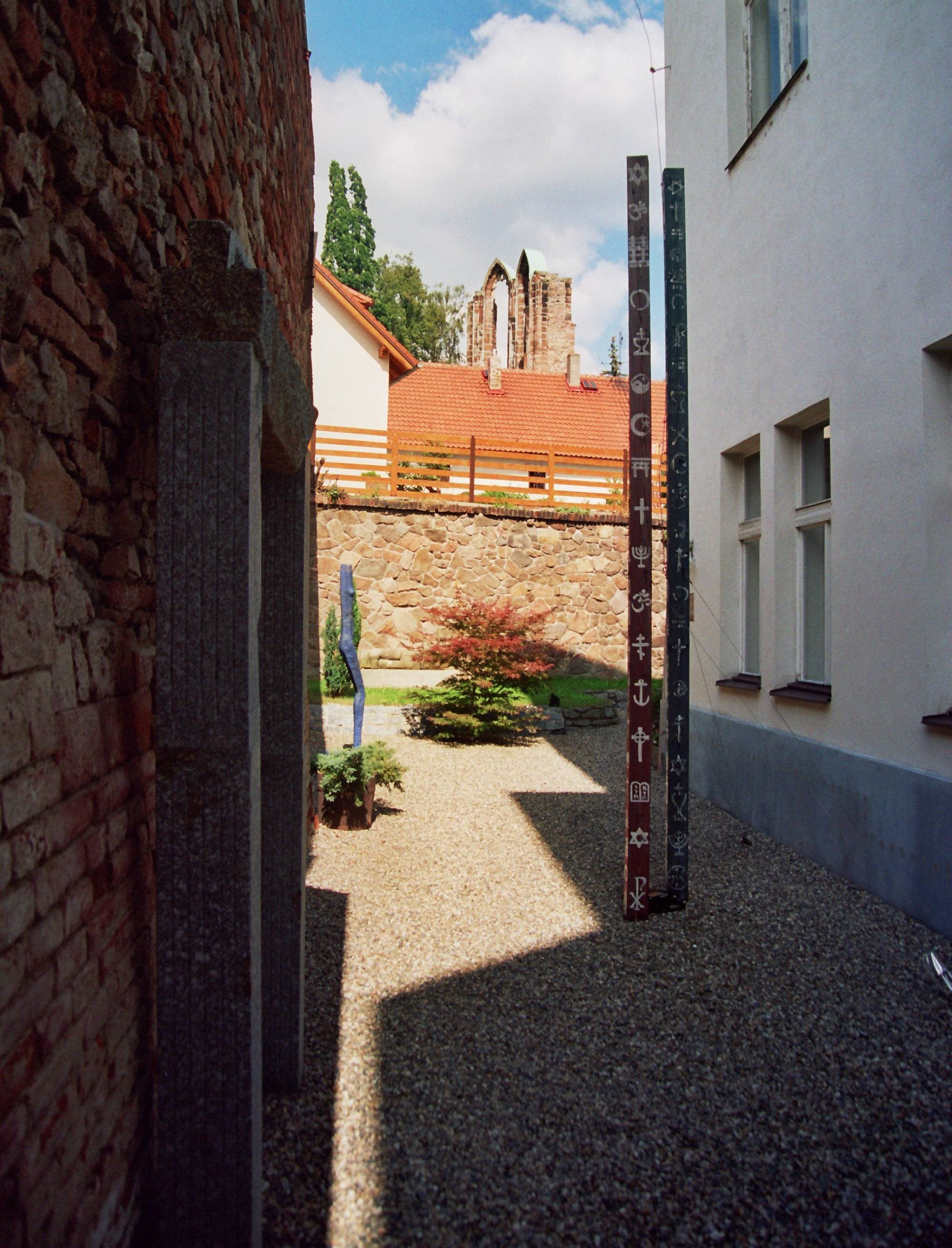
Nové Twin Towers – Rozum a Cit

- Název (popis): Nové Twin Towers – Rozum a Cit
- Autor: kolektivní dílo po útoku na Twin Towers v N.Y.C. (ve spolupráci s new-yorským památníkem)
- Datování: 2001
- Umístění: Dvůr Muzea umění, v pozadí trosky kláštera minoritů, Na Karlově, Benešov
- Nové umístění plánováno do proluky mezi ulicí Vlašimskou a Malým náměstím.
- Majitel: Muzeum umění a designu Benešov

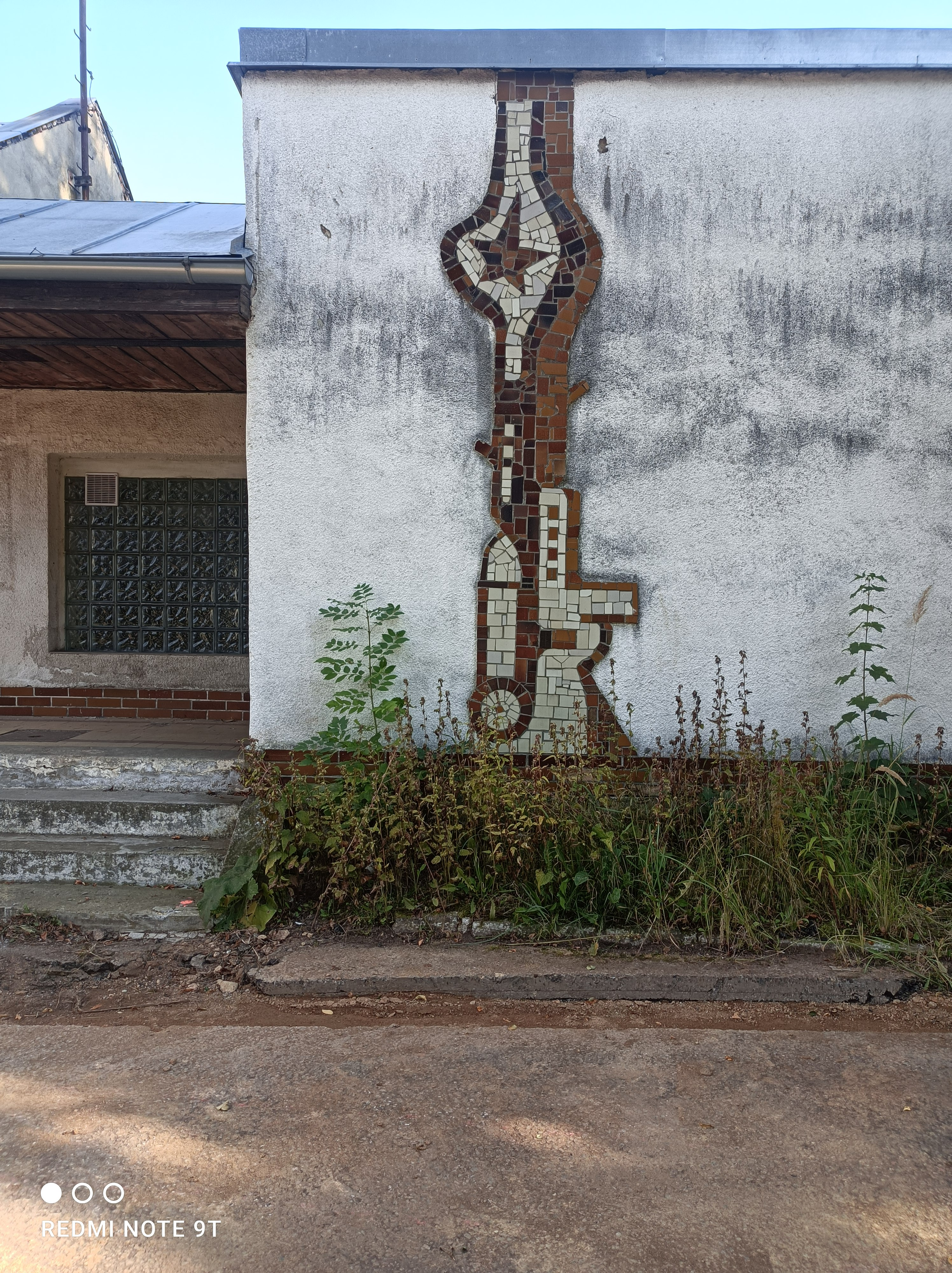
Vzpomínka na benešovskou vojenskou posádku

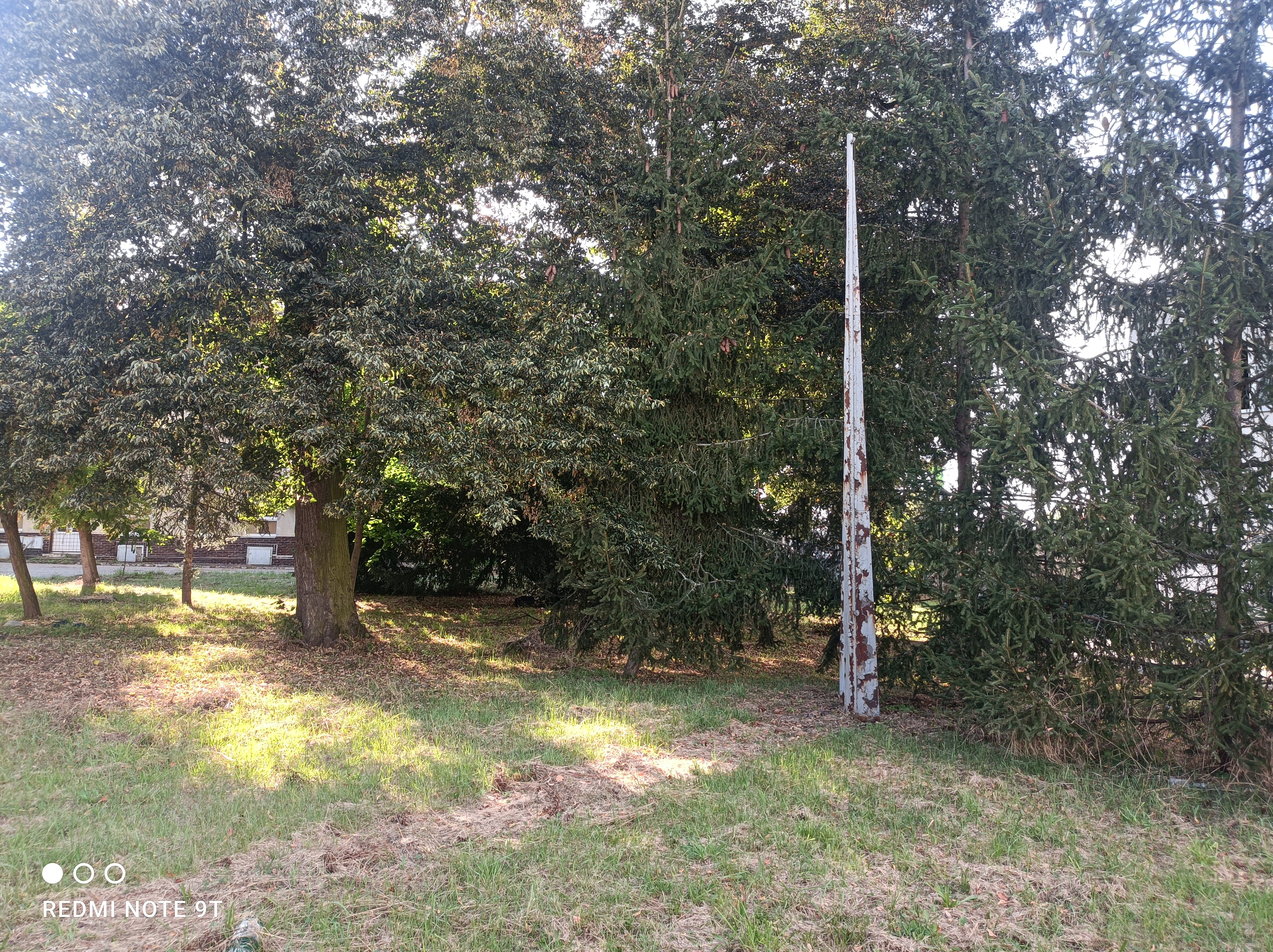
Vzpomínka na benešovskou vojenskou posádku - Stéla

- Název (popis): Nástěnná mozaika s vojenským námětem
- Autor: nezjištěn
- Datování: 70. léta 20. století
- Umístění: Areál táborských kasáren, Benešov
- Majitel: Město Benešov
- Původní majitel: Armáda ČR

### Stéla
- Název (popis): Stéla
- Autor: nezjištěn
- Datování: 70. léta 20. století
- Umístění: Areál táborských kasáren, Benešov
- Majitel: Město Benešov
- Původní majitel: Armáda ČR

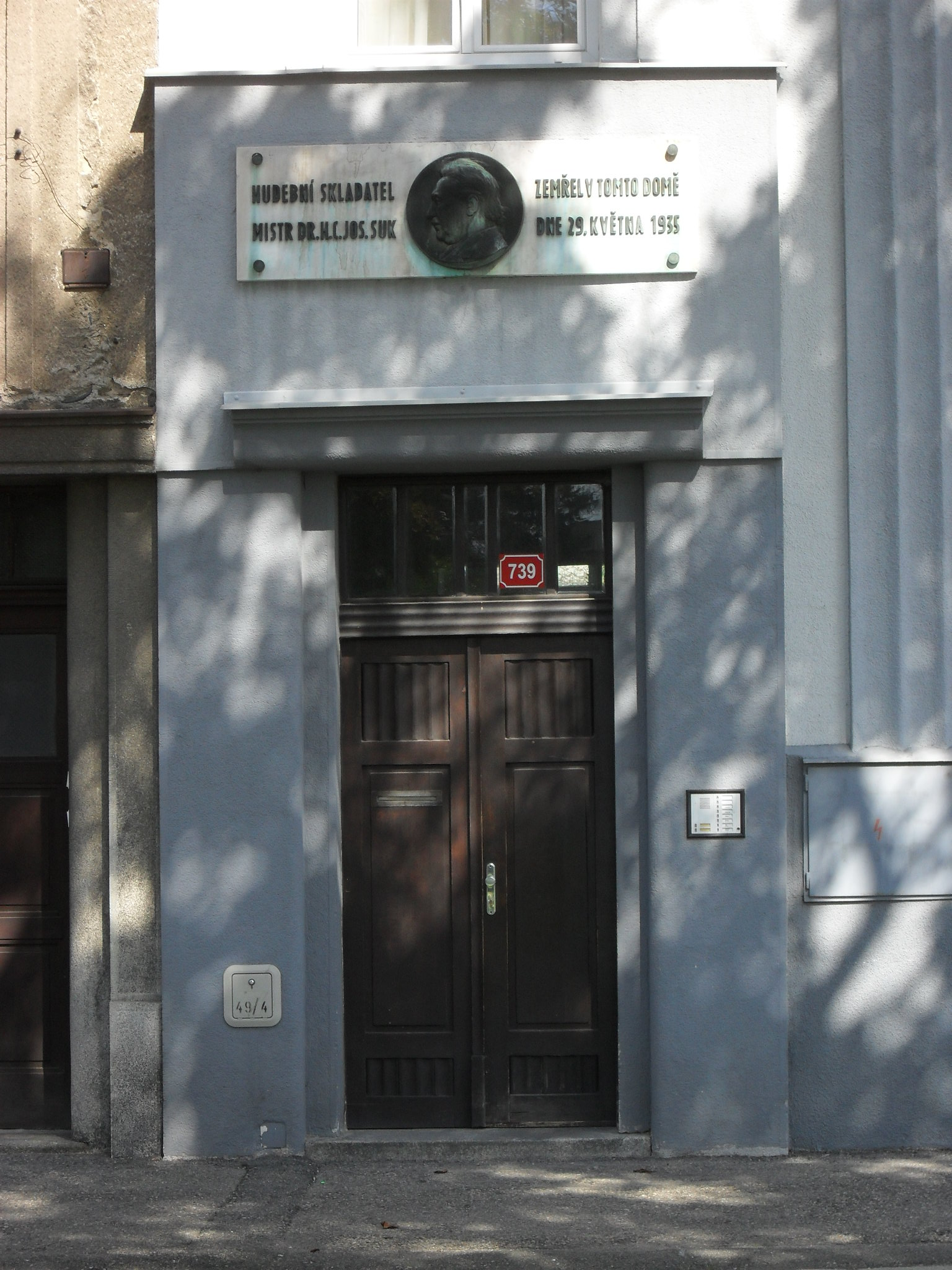
Pamětní deska Josefu Sukovi na domě, kde bydlel.

Loď na Koupadlech
- Název (popis): Loď

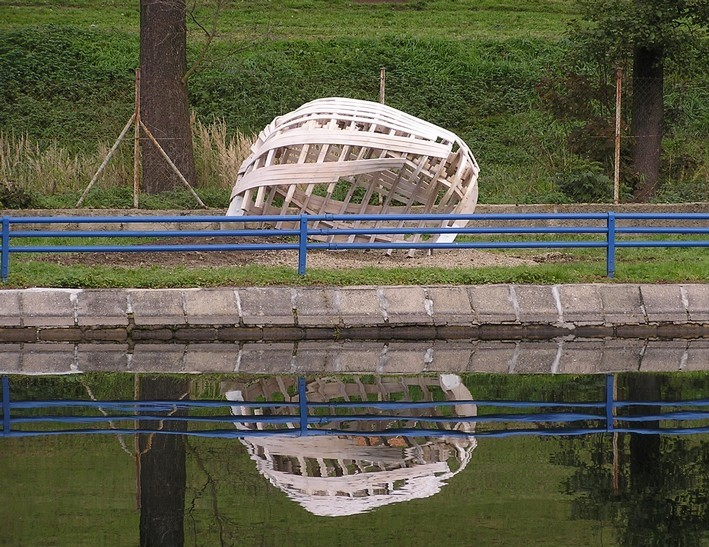
Loď

- Autor: Michal Sedlák (nar. 1971 Praha)
- Datování: 2013–2014
- Umístění: Areál Koupadla, Benešov
- Investor a majitel: Město Benešov

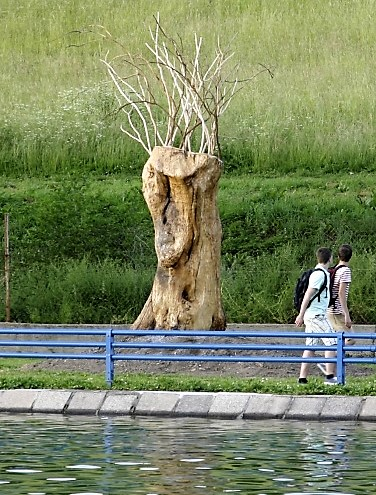
Vítr na Koupadlech
- Název (popis): Vítr
- Autor: Marek Rejent (nar. 1969 v Poličce)

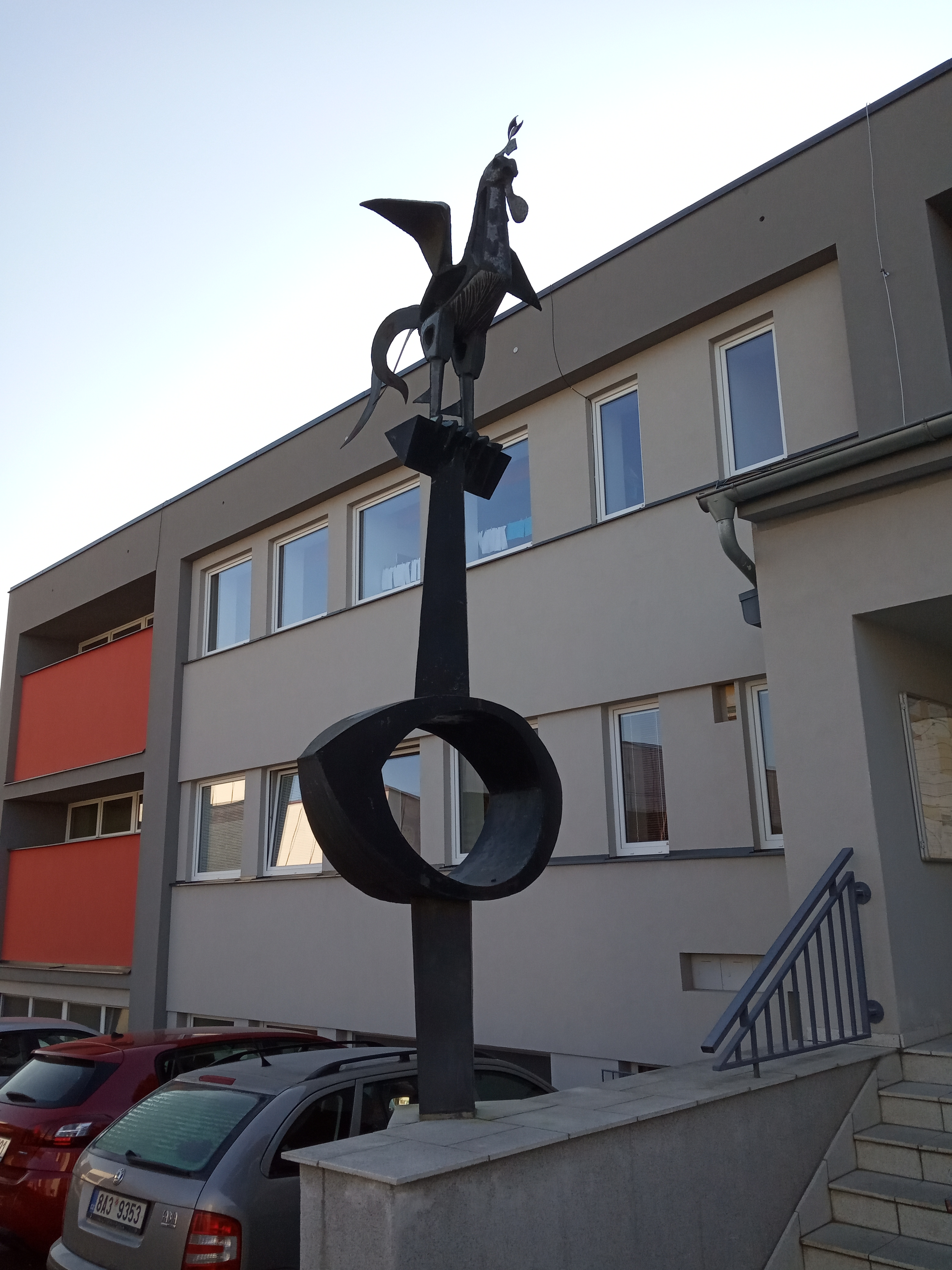
Kohout Sedmipírek u mateřské školy

- Datování: 2013
- Umístění: Areál Koupadla, Benešov
- Investor a majitel: Město Benešov

Kouhout Sedmipírek u mateřské školy
- Název (popis): Kohout Sedmipírek
- Datování: 80. léta 20. století
- Umístění: Před mateřskou školou u Dukelské ulice, Benešov
- Majitel: Město Benešov

Ležící akt v parku pod Karlovem
- Název (popis): Ležící
- Autor: Miloslav Chlupáč (1920–2008)[11]
- Datování: 80. léta 20. století
- Umístění: Park pod Karlovem, Benešov
- Investor a majitel: Město Benešov

Broušený kámen Pavla Opočenského
- Název (popis): Bez názvu
- Autor: Pavel Opočenský (* 1954 Karlovy Vary)
- Datování: 90. léta 20. století
- Umístění: Park pod Karlovem navržený arch. Línkem, Benešov
- Investor a majitel: Město Benešov

Větrník mezi paneláky
- Název (popis): Větrník
- Autor: nezjištěn
- Datování: 80. léta 20. století
- Umístění: Sídliště u ulice Marušky Kudeříkové, Benešov
- Majitel: Město Benešov

Levitující lavička na Koupadlech
- Název (popis): Spolu
- Autor: Ivan Šmilauer (nar. 1955)
- Datování: 2013
- Umístění: Areál Koupadel, Benešov
- Investor a majitel: Město Benešov
- Vytvořeno v rámci sochařského sympozia Muzea umění a designu Benešov.

Symbol restaurace U černého koně
- Název (popis): Černý kůň
- Autor: nezjištěn
- Datování: 2017
- Umístění: U restaurace Černý kůň, Pražská ulice, Benešov
- Majitel: Restaurace u Černého koně

Dobová žardiniéra ve stylu brusel
- Název (popis): Nádoba na květiny
- Autor: nezjištěn
- Datování: 60. – 70. léta 20. století
- Umístění: Areál Táborských kasáren, Benešov
- Majitel: Město Benešov
- Původní majitel: Armáda České republiky

Portrét Josefa Suka před uměleckou školou
- Název (popis): Josef Suk
- Autor: nezjištěn
- Datování: poč. 21. stol.
- Umístění: Park před Základní uměleckou školu Josefa Suka, Husova ulice, Benešov
- Majitel: Město Benešov

Reprezentace hospodářské záložny
- Název (popis): Dvojice soch na secesní budově muzea umění
- Autor: nezjištěn
- Datování: 1903
- Umístění: Na budově bývalé Okresní hospodářské záložny, Malé náměstí, Benešov
- Majitel: Město Benešov
- Původní majitel: Okresní hospodářská záložna, Okres Benešov

Pastelky na Koupadlech
- Název (popis): Pastelky
- Autor: Martina Niubo Klouzová (nar. 1970)
- Datování: 2013
- Umístění: Areál Koupadel, Benešov
- Majitel: Město Benešov
- Vytvořeno v rámci sochařského sympozia Muzea umění a designu Benešov.

Knihobudka v podloubí radnice
- Název (popis): Trpasličí velryba (knihobudka)
- Autor: Veronika Richterová (nar. 1964)[12]
- Datování: 2014
- Umístění: Podloubí radnice, náměstí Mojmíra Chromého, Benešov
- Majitel: Město Benešov
- Vytvořeno v rámci sochařského sympozia Muzea umění a designu Benešov.

Koule v trávě
- Název (popis): Koule
- Autor: Čestmír Suška (nar. 1952)
- Datování: po roce 2010
- Umístění: Travnatá plocha náměstí Mojmíra Chromého, Benešov
- Majitel: Město Benešov

Pamětní deska Josefu Sukovi
- Název (popis): Pamětní deska Josefu Sukovi
- Autor: nezjištěn
- Datování: 60. léta 20. století
- Umístění: Dům, kde bydlel před smrtí Josef Suk, Husova ulice, Benešov
- Majitel: Město Benešov

Posvátný symbol nad vstupem do modlitebny
- Název (popis): Hostie (markýza)
- Autor: Jasan Zoubek (nar. 1956)[13]
- Spoluautor: arch. Petr Kovář
- Datování: poč. 90. let 20. století
- Umístění: Vstup do Sboru Znovuzrození, Čechova ulice, Benešov
- Majitel: Československá církev husitská

Dekorace sportoviště
- Název (popis): Bez názvu
- Autor: Ivan Komárek (nar. 1956)
- Datování: 2014

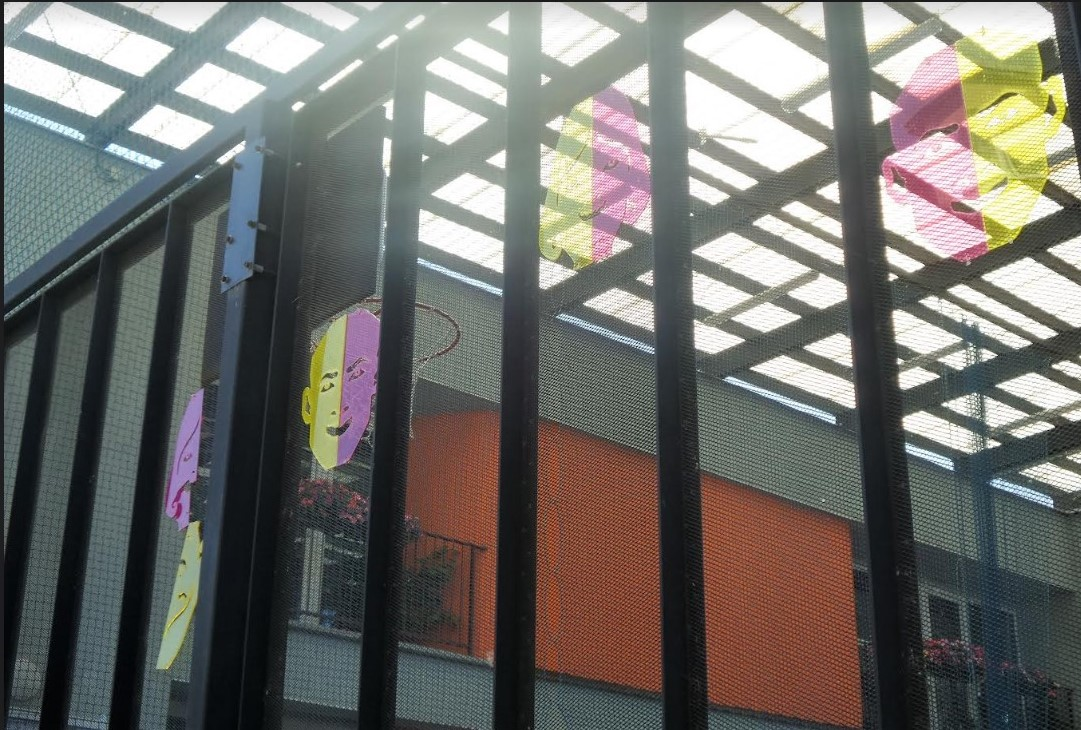
Barevné siluety Ivana Komárka na stěně sportoviště Domu dětí a mládeže

- Umístění: Plášť sportovní přístavby Domu dětí a mládeže (arch. J. Šafr), Poštovní ulice, Benešov
- Majitel: Město Benešov
- Vytvořeno v rámci sochařského sympozia Muzea umění a designu Benešov.

Inspirace soudobým uměním
- Název (popis): Není všechno zlato... (v míse pozlacené valounky)
- Autor: produkt kolektivní akce
- Datování: 2001
- Umístění: Dvůr Muzea umění a designu Benešov
- Majitel: Město Benešov

Krystal poznání piaristů
- Název (popis): Krystal
- Autor: Dagmar Šubrtová (nar. 1973)
- Datování: 2013
- Umístění: Piaristická kolej, Benešov
- Majitel: Město Benešov
- Vytvořeno v rámci sochařského sympozia Muzea umění a designu Benešov.

Svatá rodina
- Název (popis): Svatá rodina
- Autor: Josefína Dušková (nar. 1981 Praha)
- Datování: 2013
- Umístění: Chrám sv. Anny, piaristická kolej, Masarykovo náměstí, Benešov
- Majitel: Město Benešov
- Vytvořeno v rámci sochařského sympozia Muzea umění a designu Benešov.

Brány do světa i do Benešova
- Název (popis): Brány
- Autor: Táňa Vejdovská (nar. 1972)
- Datování: 2014
- Umístění: Nástupiště Železniční stanice, Nádražní ulice, Benešov
- Majitel: Město Benešov
- Vytvořeno v rámci sochařského sympozia Muzea umění a designu Benešov.

Keramika zdobí obytný dům
- Název (popis): Keramická stěna na přízemí obytného domu
- Autor: nezjištěn
- Datování: 80. léta 20. století
- Umístění: v ulici Marušky Kudeříkové, Benešov
- Majitel: Město Benešov

Nástěnné malby v ulicích města
- Název (popis): Jeden z několika nástěnných obrazů na fasádách benešovských domů
- Autor: Dmitrij Proškin
- Datování: Po roce 2005
- Umístění: Tyršova ulice, Benešov
- Majitel: vlastník objektu

Motivační stěna v Městské knihovně
- Název (popis): Myšlení je zrcadlem světa (čelní stěna foyeru Městské knihovny)
- Autor: Dana Bleyová (nar. 1954)
- Datování: Po roce 2005
- Umístění: Malé náměstí, Benešov
- Majitel: Město Benešov

Symbol vody
- Název (popis): Bez názvu (fontána)
- Autor: Luboš Moravec (1925 – 2010)
- Datování: 80. léta 20. století
- Umístění: Před vstupem do objektu Vodohospodářské společnosti, Černoleská ulice, Benešov
- Majitel: Vodohospodářská společnost
- Svévolně zlikvidováno po roce 2000.

Dekorace ve spořitelně
- Název (popis): Bez názvu
- Autor: Ladislav Kovařík (nar. 1932)[14]
- Datování: 1988
- Umístění: Foyer České spořitelny, Masarykovo náměstí, Benešov. Následně darováno Muzeu umění Benešov.
- Majitel: Město Benešov

Stojící ženský akt
- Název (popis): Stojící ženský akt
- Autor: Jan Kodet (1910 – 1974)[15]
- Datování: 60. léta 20. století
- Umístění: Chodba radnice, 1. poschodí, Masarykovo náměstí, Benešov. Předchozí umístění Česká spořitelna (?).
- Majitel: Město Benešov

Vzpomínka na naivní civilizaci
- Název (popis): Vzpomínka na naivní civilizaci (instalace)
- Autor: Výsledek kolektivní akce po roce 2001
- Datování: 2001
- Umístění: Stálá expozice Muzea umění a designu, Benešov.
- Majitel: Město Benešov

Mříže k historické studni
- Název (popis): Mříže na studnu
- Autor: Ladislav Kozák (1934–2007)
- Datování: 1989

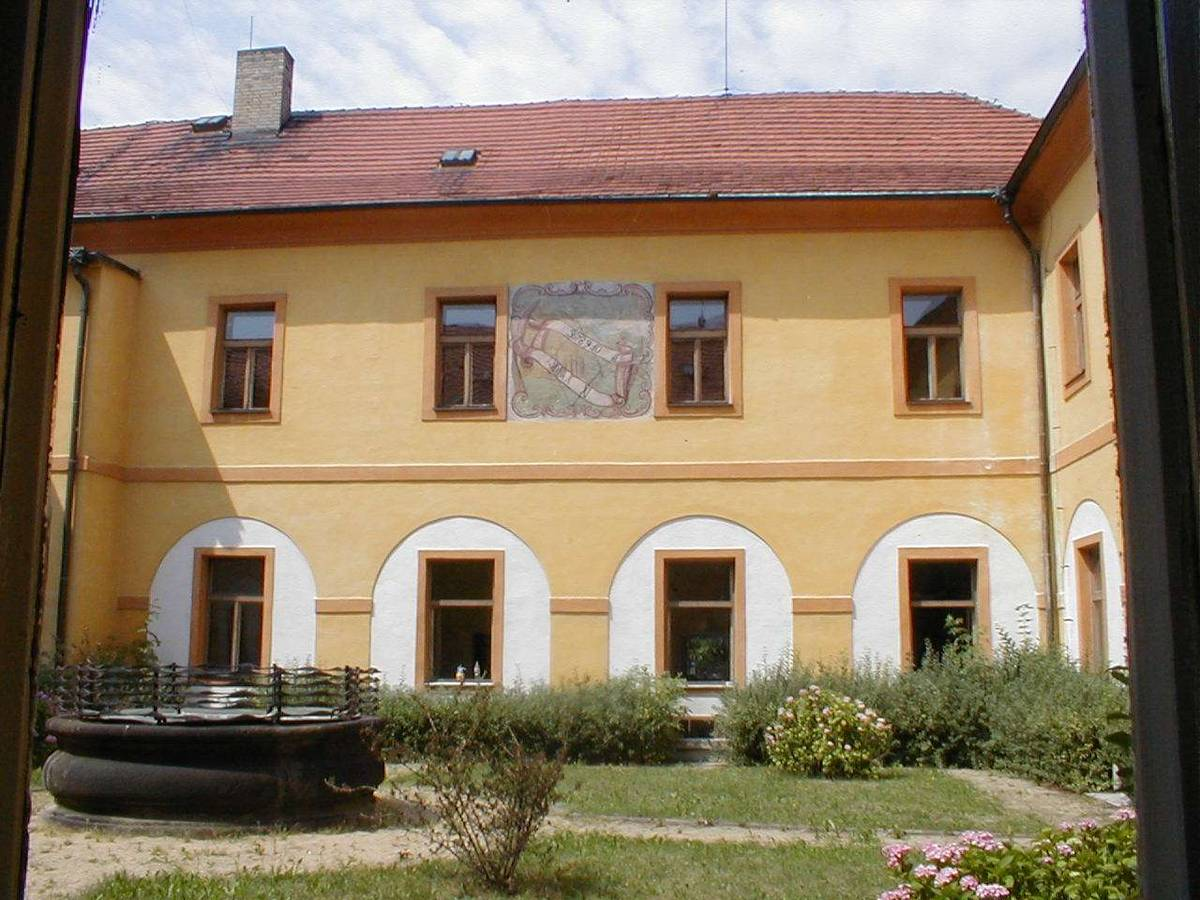
Mříže k historické studni, Rajský dvůr piaristické koleje, Masarykovo náměstí

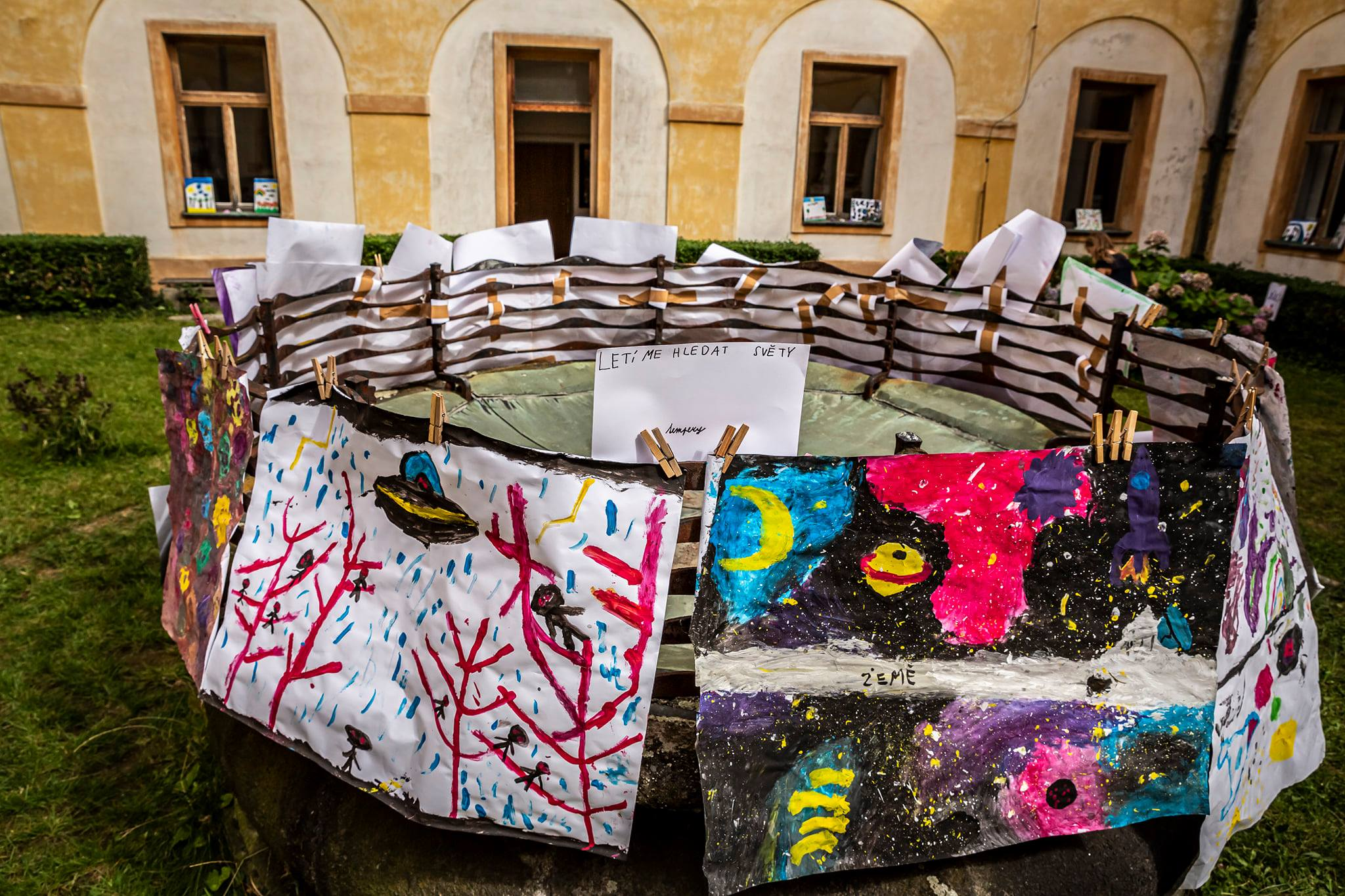
Mříže k historické studni, Rajský dvůr piaristické koleje, Masarykovo náměstí

- Umístění: Rajský dvůr piaristické koleje, Masarykovo náměstí, Benešov.
- Majitel: Město Benešov

Monumentální skleněný lustr ve Společenském centru
- Název (popis): Monumentální skleněný lustr
- Autor: nezjištěn
- Datování: 80. léta 20. století
- Umístění: Foyer Společenského centra na Karlově, Benešov.
- Po roce 2000 svévolně zlikvidován.
- Majitel: Město Benešov

## Nerealizované projekty
- Návrh sochy TGM pro Benešov od studentů Ateliéru veškerého sochařství profesora Gebauera, UMPRUM (2008)
- Model návrhu řešení centrálního náměstí v Benešově od sochaře Kurta Gebauera a architekta Josefa Pleskota z konce 80. let 20. století

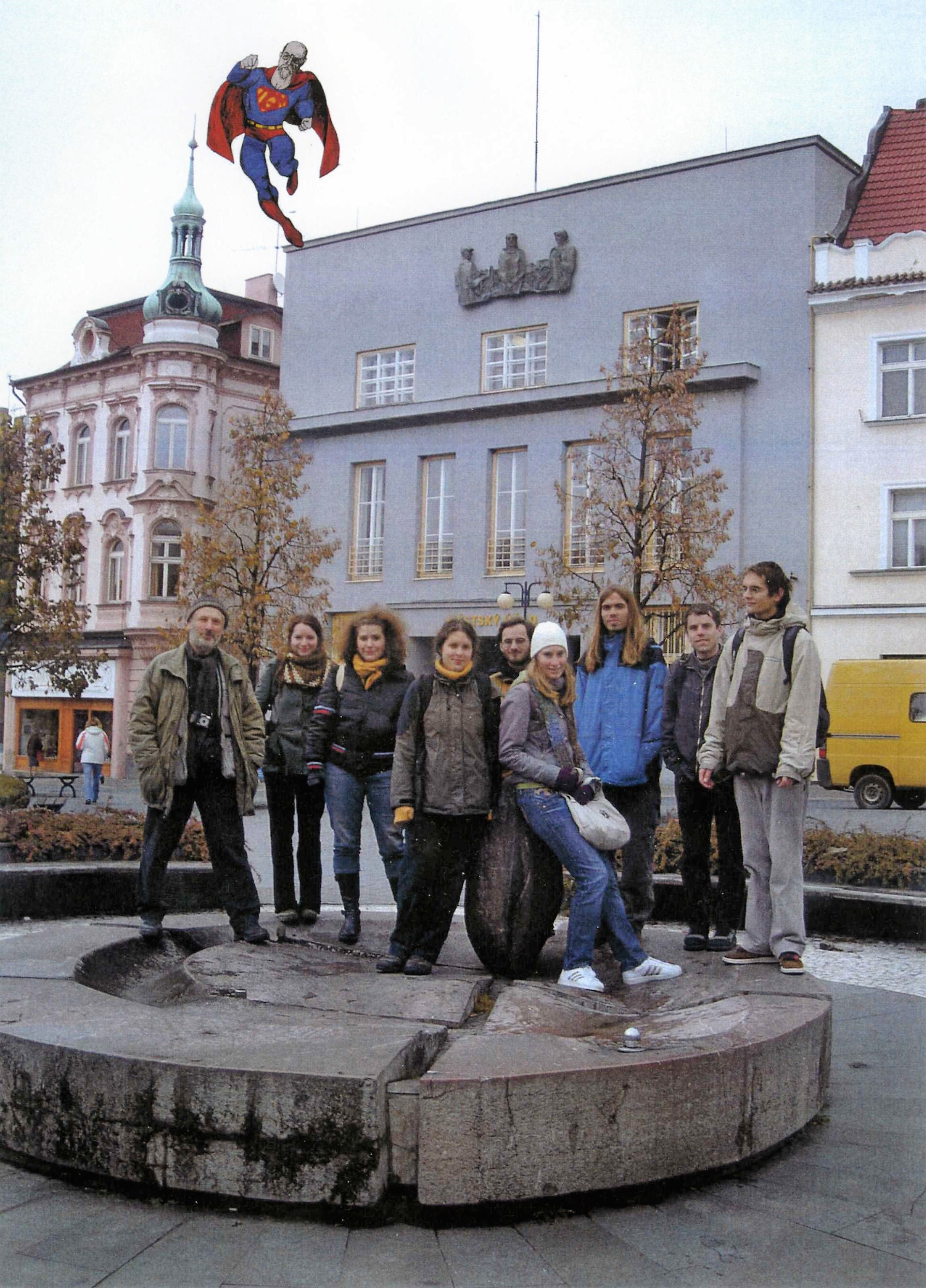
Jeden z návrhů sochy TGM pro Benešov od studentů Ateliéru veškerého sochařství profesora Gebauera, UMPRUM (2008)
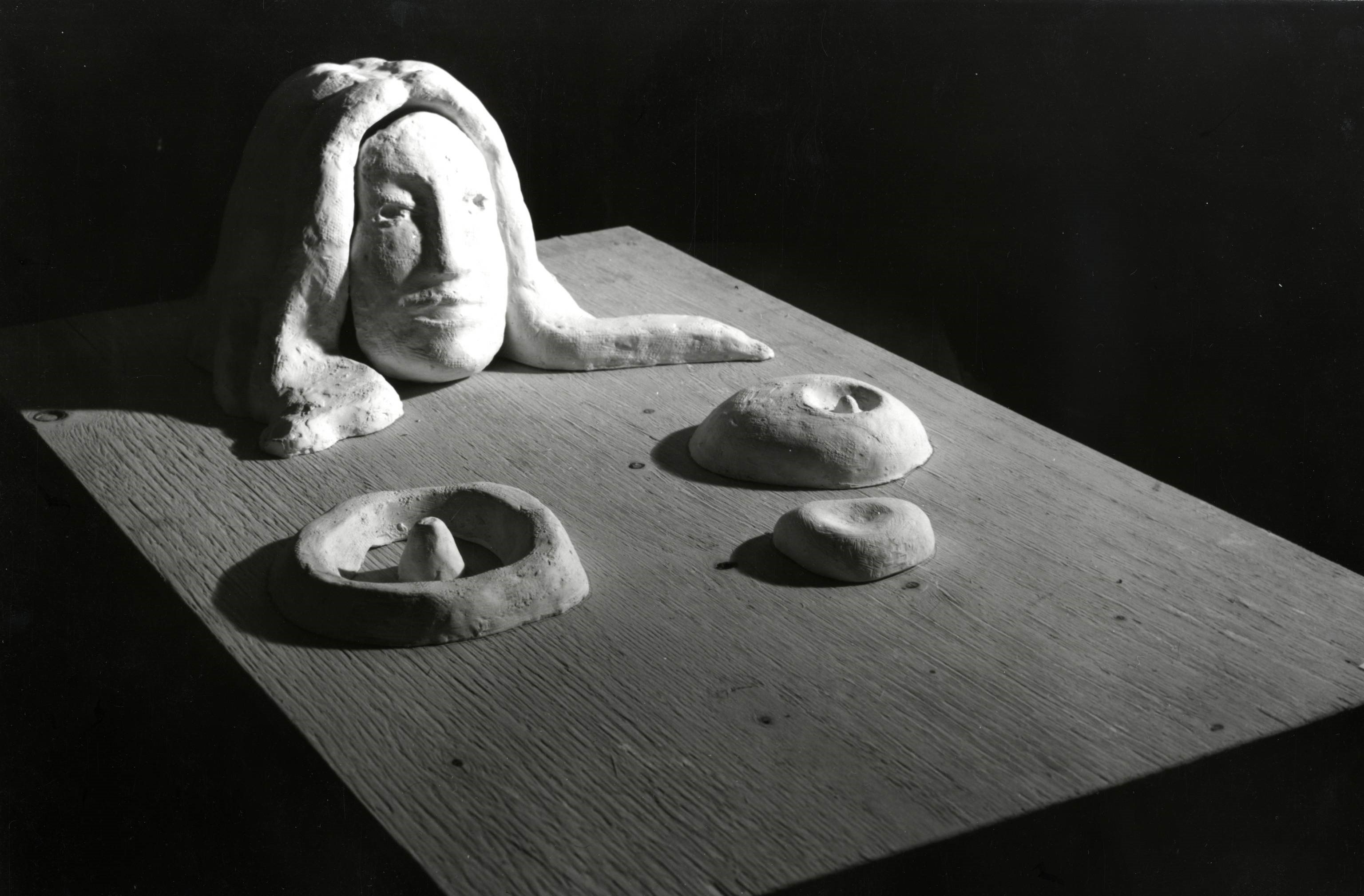
Model návrhu řešení centrálního náměstí v Benešově od sochaře Kurta Gebauera a architekta Josefa Pleskota z konce 80. let 20. století